# 14 maart
14 maart is de 73ste dag van het jaar (74ste dag in een schrikkeljaar) in de gregoriaanse kalender. Hierna volgen nog 292 dagen tot het einde van het jaar.

## Gebeurtenissen
- Algemeen

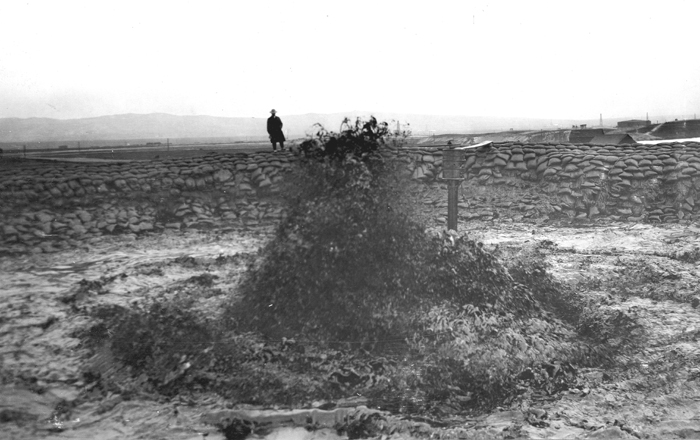
Op 14 maart 1910 vond een blow-out plaats in de Californische oliebron Lakeview-1. Hier is de afgedamde bron te zien nadat de druk was afgenomen.

  - 1517 - Enschede wordt bijna geheel door een stadsbrand verwoest.
  - 1910 - Blow-out van oliebron Lakeview-1 in Californië, waarbij bijna een miljard liter aardolie verloren gaat.
  - 1970 - De Japanse keizer Hirohito opent de wereldtentoonstelling in Osaka.
  - 1990 - Bij Rabta brandt de omstreden Libische gifgasfabriek Pharma 150 volledig af. Twee mensen komen daarbij om.
  - 1991 - Prins Alexander van België trouwt in het grootste geheim met Léa Wolman.
  - 2023 - Gitarist en astrofysicus Brian May wordt door koning Charles III van het Verenigd Koninkrijk tot ridder in de Orde van het Britse Rijk geslagen voor zijn verdiensten op het gebied van muziek en liefdadigheid.[1]
  - 2024 - Een tornado-uitbraak waarbij 8 tornado's door de Amerikaanse staten Indiana, Ohio, en Texas trekken zorgt voor een aanzienlijk aantal gewonden en voor uitgebreide schade. Een tornado trekt door Winchester, Indiana waarbij volgens de lokale politie ernstig gewonden vallen. In Ohio ontstaat veel schade en vallen twee doden.[2]
- Criminaliteit en veiligheid
  - 1964 - De rechtbank vindt Jack Ruby schuldig aan de moord op Lee Harvey Oswald.
  - 1978 - Mariniers maken met een bliksemaanval een eind aan de gijzeling in het provinciehuis in Assen door Zuid-Molukkers.
- Economie
  - 2024 - De Autoriteit Consument & Markt (ACM) maakt bekend dat het na een gerechtelijke machtiging meerdere websites van een webwinkel uit de lucht heeft laten halen na aanhoudende klachten van consumenten over het bedrijf dat elektronische consumentenproducten verkocht. Het is de eerste keer dat de ACM deze bevoegdheid heeft gebruikt.[3]
- Media
  - 2006 - Het gratis eerste nummer van nrc.next verschijnt.
- Oorlog
  - 1590 - Slag bij Ivry: Hendrik van Navarra verslaat de Katholieke Liga.
- Politiek
  - 1917 - Het Russische regime van de tsaar komt ten val.
  - 1939 - Gesteund door Adolf Hitler roepen Slowaakse separatisten de onafhankelijkheid uit van Slowakije, dat een vazalstaat van nazi-Duitsland wordt.
  - 1973 - Liam Cosgrave wordt Taoiseach (premier van Ierland).
  - 1991 - De "Zes van Birmingham" komen vrij.
  - 1994 - Het Hooggerechtshof van de West-Afrikaanse staat Togo verwerpt een verzoek van de regering in Lomé om de uitslag van de verkiezingen van 20 februari in vijf kiesdistricten ongeldig te verklaren.
  - 1994 - Brazilië belooft de voormalige Boliviaanse dictator, generaal Luis García Meza, op verzoek van Bolivia uit te leveren aan dit land.
  - 1995 - Norm Thagard is de eerste Amerikaan op een Russische ruimtevlucht.
  - 2004 - Presidentsverkiezingen in Rusland.
  - 2014 - Een rechtbank in Parijs veroordeelt ex-militair Pascal Simbikangwa tot 25 jaar cel wegens zijn rol bij de genocide in Rwanda. Het is het eerste proces in Frankrijk over de volkenmoord in het Centraal-Afrikaanse land in 1994.
  - 2025 - Premier van Canada Justin Trudeau treedt af en wordt opgevolgd door Mark Carney.

- Recreatie
  - 2020 - Vanwege de uitbraak van het coronavirus sluit Disneyland Parijs de deuren voor onbepaalde tijd. In België gaat de horeca een eerste keer dicht door de coronamaatregelen.
- Religie
  - 1800 - Kardinaal Chiaramonti wordt in Venetië gekozen tot Paus Pius VII.
  - 1853 - Verheffing van het apostolisch vicariaat Breda tot vijfde rooms-katholiek bisdom in Nederland.
  - 1890 - Heiligverklaring van Liduina van Schiedam door Paus Leo XIII.
  - 1922 - Oprichting van de Missio sui juris Urga in Mongolië.
- Sport

- - 1926 - In de Ecuadoraanse stad Riobamba wordt het Estadio Olímpico Municipal officieel in gebruik genomen.
  - 1956 - Het Nederlands Elftal verslaat in Düsseldorf regerend wereldkampioen West-Duitsland met 1-2. Beide Nederlandse goals worden gemaakt door Abe Lenstra.
  - 1984 - Het Nederlands voetbalelftal veegt in een oefenduel met 6-0 de vloer aan met Denemarken. Doelman Piet Schrijvers speelt zijn 46ste en laatste interland voor Oranje, Feyenoord-spits André Hoekstra speelt zijn eerste en enige interland.
  - 2012 - Het Europees Parlement is tegen het WK ijshockey in 2014 in Wit-Rusland zolang daar niet alle politieke gevangenen zijn vrijgelaten.
- Wetenschap en technologie
  - 1899 - Terugkeer van de Belgica, het expeditieschip waarmee Adrien de Gerlache het Zuidpoolgebied verkende.
  - 1900 - De Nederlandse botanicus Hugo de Vries brengt de erfelijkheidswetten van Mendel opnieuw onder de aandacht.
  - 1956 - AMPEX Corp. demonstreert zijn eerste commerciële videotape recorder, de VRX-1000 (later hernoemd als Mark IV)
  - 1986 - Het Giotto ruimtevaartuig observeert komeet 1P/Halley vanaf een kortste afstand van 596 km.[4][5]
  - 1994 - Computerfabrikant Apple kondigt zijn eerste computers met een PowerPC Risc-processor aan.
  - 2003 - De Westerscheldetunnel wordt geopend, de autoveerdiensten over de Westerschelde worden opgeheven.
  - 2016 - Lancering met een Proton raket van de ExoMars missie van de Europese ruimtevaartorganisatie ESA vanaf Bajkonoer kosmodroom (Kazachstan). De missie bestaat uit de Trace Gas Orbiter en de lander Schiaparelli die moeten gaan onderzoeken of er leven op de planeet Mars is.[6]
  - 2024 - Lancering van een prototype Starship-Super Heavy raket van SpaceX vanaf Starbase Orbital Launch Pad A, Texas, Verenigde Staten voor de Starship Flight Test 3 missie met als doel de orbitale lanceringsmogelijkheden te testen. Het bereiken van een suborbitale baan, het testen van de deur van de laadruimte en een test voor het verplaatsen van brandstof slagen. Een geplande herstart van de Raptor motoren gaat niet door, de eerste rakettrap valt in de oceaan en het contact met het Starship gaat verloren tijdens de terugkeer in de atmosfeer. De vlucht wordt wel als succesvol aangemerkt.[7]

## Geboren

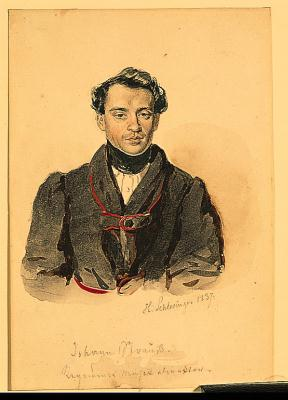
Johann Strauss sr.
geboren in 1804

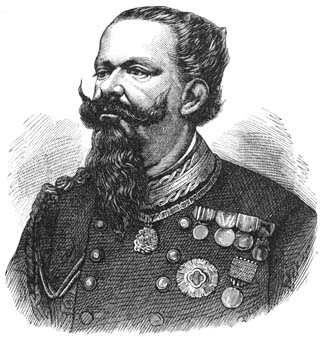
Victor Emanuel II,
geboren in 1820

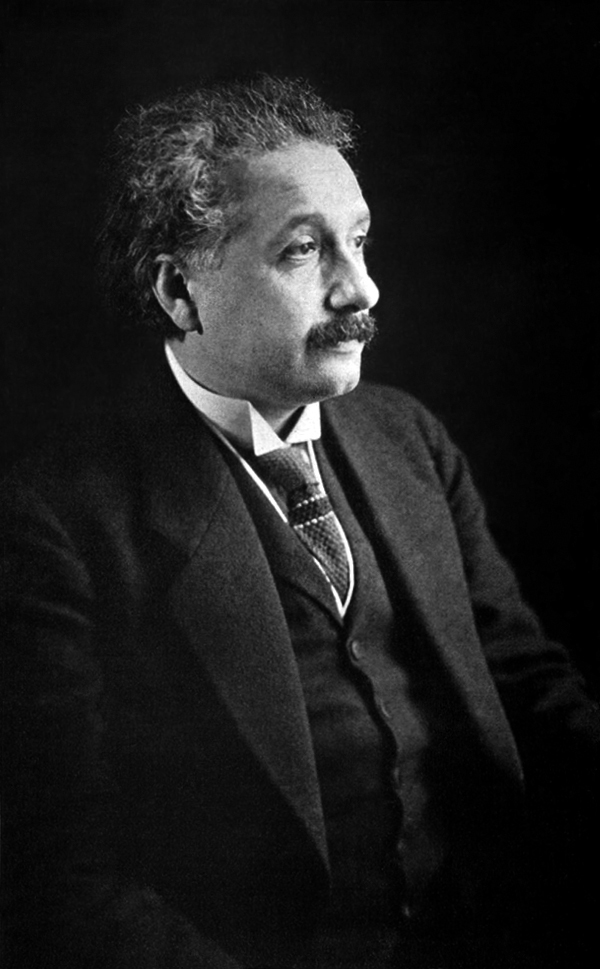
Albert Einstein,
geboren in 1879

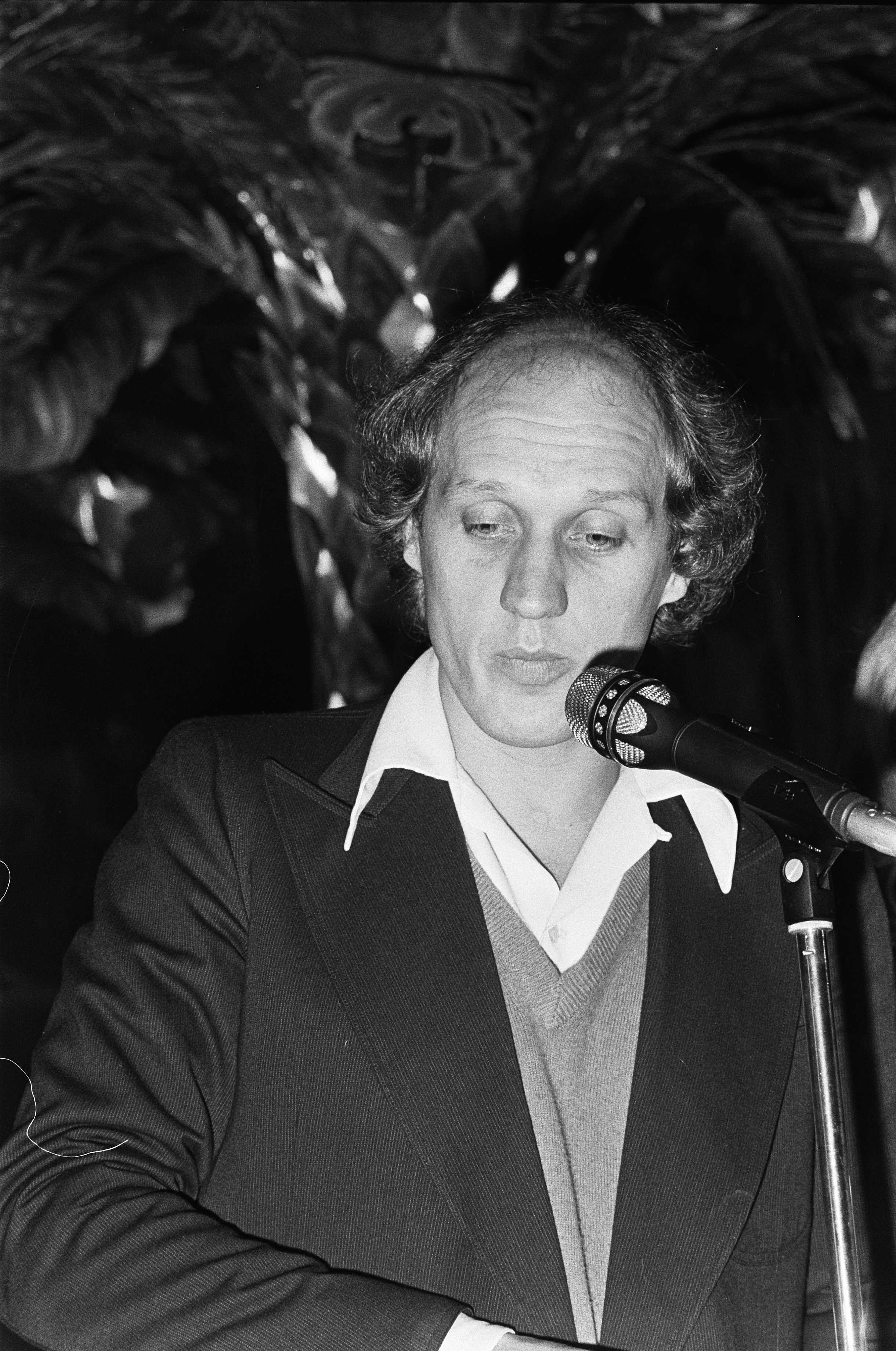
Herman van Veen,
geboren in 1945

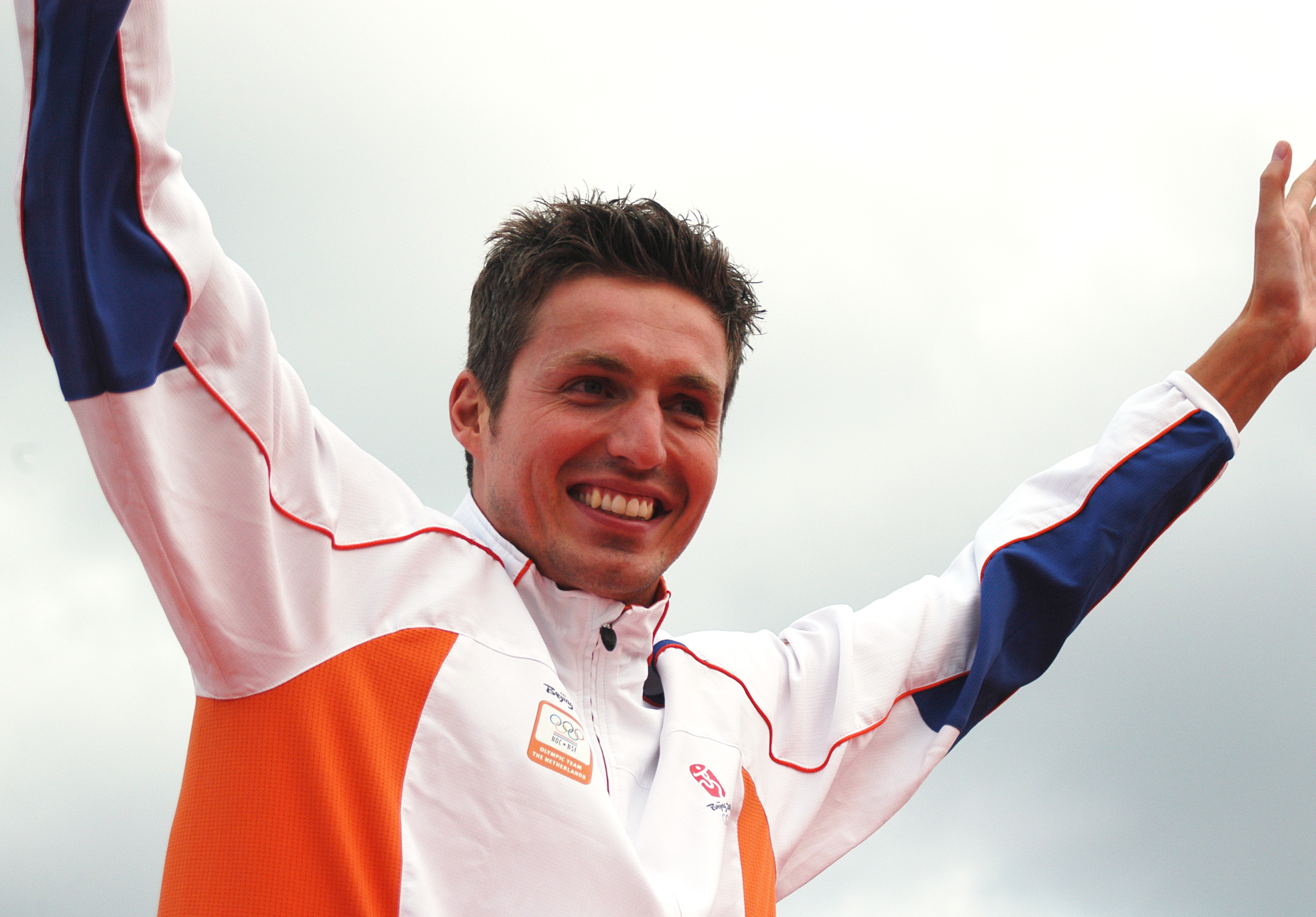
Pieter van den Hoogenband,
geboren 1978

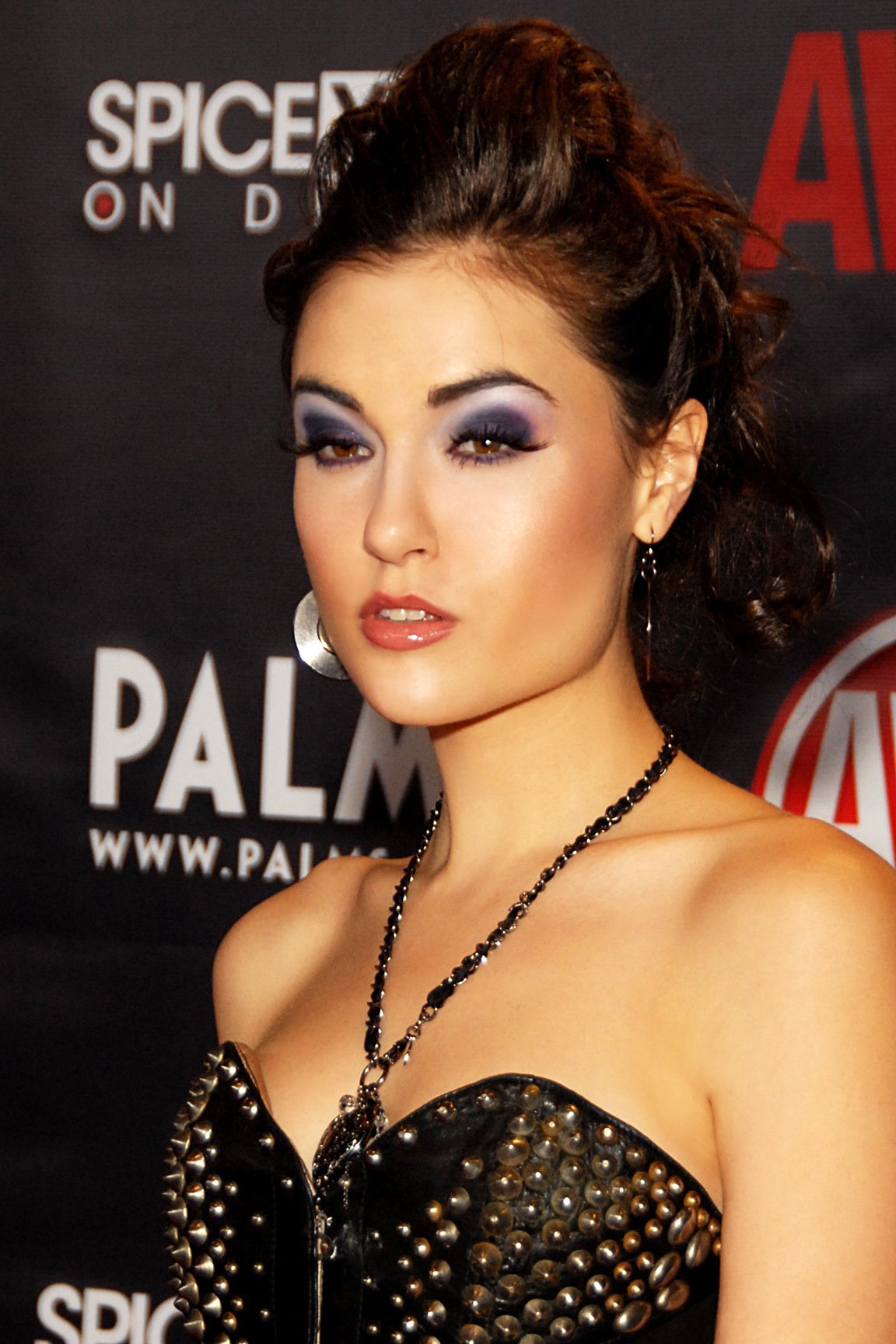
Sasha Grey,
geboren in 1988

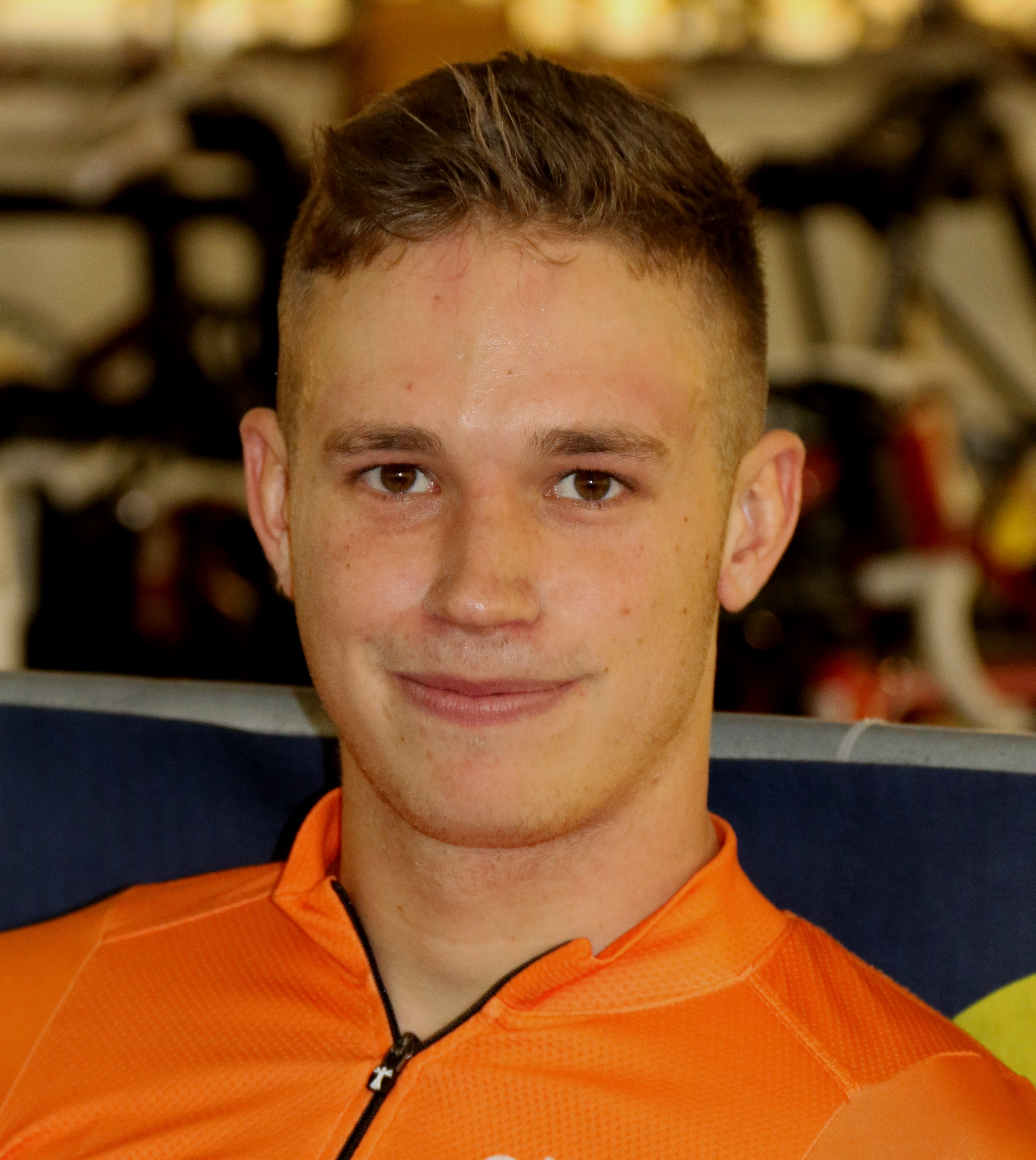
Harrie Lavreysen,
geboren in 1997

- 1681 - Georg Philipp Telemann, Duits componist (overleden 1767)
- 1692 - Pieter van Musschenbroeck, Nederlands natuurwetenschapper (overleden 1761)
- 1800 - James Bogardus, Amerikaans uitvinder en architect (overleden 1874)
- 1804 - Johann Strauss sr., Oostenrijks componist (overleden 1849)
- 1820 - Victor Emanuel II van Italië, koning van Italië (overleden 1878)
- 1835 - Giovanni Schiaparelli, Italiaans astronoom, 'ontdekker' van de kanalen op de planeet Mars (overleden 1910)
- 1843 - Leo Dehon, Frans priester, stichter van de Priestercongregatie van het Heilig Hart van Jezus (overleden 1925)
- 1844 - Umberto I, koning van Italië (overleden 1900)
- 1859 - Adolf Bertram, Duits aartsbisschop van Breslau en kardinaal van de Rooms-Katholieke Kerk (overleden 1945)
- 1874 - Anton Philips, Nederlands industrieel (overleden 1951)
- 1879 - Albert Einstein, Duits theoretisch fysicus (overleden 1955)
- 1884 - Albert van Giffen, Nederlands archeoloog (overleden 1973)
- 1884 - Harald Hansen, Deens voetballer (overleden 1927)
- 1886 - Firmin Lambot, Belgisch wielrenner (overleden 1964)
- 1904 - Isabella Richaards, Surinaams politica (overleden 1985)
- 1905 - Raymond Aron, Frans socioloog, politiek filosoof en journalist (overleden 1983)
- 1908 - Maurice Merleau-Ponty, Frans filosoof (overleden 1961)
- 1910 - Gerd Katter, transman en activist (overleden 1995)
- 1911 - Germano Boettcher Sobrinho, Braziliaans voetbaldoelman (overleden 1977)
- 1912 - Charles Van Acker, Belgisch-Amerikaans autocoureur (overleden 1998)
- 1912 - Arthur De Bruyne, Belgisch historicus (overleden 1992)
- 1914 - Abdias do Nascimento, Braziliaans politicus (overleden 2011)
- 1915 - Eugene Martin, Frans autocoureur (overleden 2006)
- 1915 - Sewraam Rambaran Mishre, Surinaams politicus (overleden 1964)
- 1916 - Horton Foote, Amerikaans toneel- en scenarioschrijver (overleden 2009)
- 1920 - Harry Boye Karlsen, Noors voetballer (overleden 1994)
- 1921 - Lis Hartel, Deens amazone (overleden 2009)
- 1923 - Diane Arbus, Amerikaans fotografe (overleden 1971)
- 1924 - Paul Huf, Nederlands fotograaf (overleden 2002)
- 1925 - John Jacobs, Engels golfspeler (overleden 2017)
- 1926 - François Morel, Canadees componist, muziekpedagoog, dirigent en pianist (overleden 2018)
- 1927 - Joop Wolff, Nederlands verzetsstrijder, journalist en communistisch politicus (overleden 2007)
- 1928 - Frank Borman, Amerikaans astronaut (overleden 2023)
- 1928 - Florentino Feliciano, Filipijns rechtsgeleerde en rechter (overleden 2015)
- 1930 - Helga Feddersen, Duits actrice, zangeres en schrijfster (overleden 1990)
- 1931 - Norberto Conde, Argentijns voetballer (overleden 2014)
- 1933 - Margrith Bigler-Eggenberger, Zwitsers advocate en rechter (overleden 2022)
- 1933 - Michael Caine, Brits acteur
- 1933 - René Felber, Zwitsers politicus (overleden 2020)
- 1933 - Quincy Jones, Amerikaans muziekproducer (overleden 2024)
- 1933 - Raymond Schroyens, Belgisch klavecinist, organist en componist (overleden 2021)
- 1933 - Hans Veerman, Nederlands acteur (overleden 2014)
- 1934 - Dionigi Tettamanzi, Italiaans kardinaal-aartsbisschop van Milaan (overleden 2017)
- 1934 - Eugene Cernan, Amerikaans astronaut, laatste mens op de maan (overleden 2017)
- 1935 - Hendrik Laridon, Belgisch politicus (overleden 2019)
- 1936 - Bob Charles, Nieuw-Zeelands golfer
- 1937 - Baltasar Porcel i Pujol, Mallorcaans schrijver, journalist en literair criticus (overleden 2009)
- 1939 - Eric Albada Jelgersma, Nederlands ondernemer (overleden 2018)
- 1939 - Raymond J. Barry, Amerikaans acteur
- 1939 - Bertrand Blier, Frans regisseur en scenarioschrijver (overleden 2025)
- 1939 - Yves Boisset, Frans film- en televisieregisseur (overleden 2025)
- 1940 - Dzsingisz Gabor, Nederlands politicus en bestuurder
- 1941 - Wolfgang Petersen, Duits filmregisseur (overleden 2022)
- 1945 - Michael Martin Murphey, Amerikaans singer-songwriter, gitarist, producent en acteur
- 1945 - Herman van Veen, Nederlands cabaretier, zanger, componist en schrijver
- 1947 - Jean-Marie Happart, Belgisch politicus
- 1947 - José Happart, Belgisch politicus
- 1947 - Peter Skellern, Engels singer-songwriter (overleden 2017)
- 1948 - Tom Coburn, Amerikaans politicus (overleden 2020)
- 1948 - Billy Crystal, Amerikaans acteur
- 1948 - Gregorio Honasan, Filipijns militair en politicus
- 1948 - James Nachtwey, Amerikaans fotojournalist
- 1948 - Bernd Stange, Oost-Duits voetballer en voetbalcoach
- 1951 - Johan Sauwens, Belgisch politicus
- 1952 - Zoja Ivanova, Sovjet-Russisch/Kazachs atlete
- 1953 - Joke Roelevink, Nederlands historicus (overleden 2018)
- 1955 - Ton Elias, Nederlands journalist en politicus
- 1956 - Colin Ayre, Brits voetballer (overleden 2023)
- 1956 - Johnny Dusbaba, Nederlands voetballer
- 1956 - Toine Manders, Nederlands Europarlementariër (VVD)
- 1956 - Tessa Sanderson, Brits atlete
- 1957 - Franco Frattini, Italiaans politicus (overleden 2022)
- 1957 - Arthur Hoyer, Nederlands voetballer
- 1957 - Jean van de Velde, Nederlands regisseur, scenarioschrijver en producer
- 1958 - Prins Albert II van Monaco
- 1958 - Eric Blom, Nederlands televisieregisseur
- 1961 - Cor Lems, Nederlands voetballer
- 1965 - Jean Paul de Bruijn, Nederlands biljarter
- 1965 - Aamir Khan, Indiaas acteur
- 1966 - Jean-Philippe Stassen, Joods-Belgisch striptekenaar en scenarioschrijver
- 1967 - John Emms, Brits schaker
- 1967 - Ľubomír Faktor, Slowaaks voetballer
- 1969 - Vladimír Kinder, Slowaaks voetballer
- 1971 - Kürt Rogiers, Belgisch acteur
- 1973 - Evert Kreuze, Nederlands krachtsporter
- 1975 - Dmitri Markov, Wit-Russisch-Australisch atleet
- 1976 - Seppe Toremans, Belgisch cabaretier en standup-comedian
- 1977 - Naoki Matsuda, Japans voetballer (overleden 2011)
- 1978 - Pieter van den Hoogenband, Nederlands zwemmer en olympisch kampioen (2000 en 2004)
- 1979 - Nicolas Anelka, Frans voetballer
- 1979 - Yoko Shibui, Japans atlete
- 1980 - Céline Purcell, Nederlands actrice en musicalster
- 1981 - Jan Polák, Tsjechisch voetballer
- 1982 - Mohammed Aliyu Datti, Nigeriaans voetballer
- 1982 - Juanito Sequeira, Nederlands voetballer
- 1982 - François Sterchele, Belgisch voetballer (overleden 2008)
- 1985 - Ariel Rebel, Canadees pornomodel
- 1985 - Dyna (Vishaal Lachman), Surinaams-Nederlands dj
- 1985 - Hywel Lloyd, Welsh autocoureur
- 1986 - Adriaan ter Braack, Nederlands wetenschapsjournalist
- 1987 - Aravane Rezaï, Frans tennisster
- 1988 - Soumia Abalhaya, Nederlands presentatrice en thaiboksster
- 1988 - Stephen Curry, Amerikaans basketballer
- 1988 - Sasha Grey, Amerikaans pornoactrice
- 1988 - Worthy de Jong, Nederlandse basketballer
- 1989 - František Kubík, Slowaaks voetballer
- 1989 - Colby O'Donis, Amerikaans singer-songwriter
- 1989 - Pia Stutzenstein, Duits actrice
- 1990 - Tamás Kádár, Hongaars voetballer
- 1990 - Kolbeinn Sigþórsson, IJslands voetballer
- 1991 - Jasper Demollin, Nederlands acteur, presentator en zanger
- 1991 - Jimmy Eriksson, Zweeds autocoureur
- 1991 - Ties Evers, Nederlands voetballer
- 1993 - Nadya Ochner, Italiaans snowboardster
- 1994 - Dopebwoy, Nederlands rapper
- 1994 - Ansel Elgort, Amerikaans acteur, muziekproducer en dj
- 1994 - Nick Goepper, Amerikaans freestyleskiër
- 1994 - Richard Gonda, Slowaaks autocoureur
- 1995 - Sandy Walsh, Nederlands-Engels voetballer
- 1996 - Bokito (gorilla), Westelijke gorilla die sinds 2005 verblijft in Diergaarde Blijdorp  (overleden 2023)
- 1996 - Moa Høgdahl, Noors handbalster
- 1997 - Simone Biles, Amerikaans turnster
- 1997 - Kawtar Ehlalouch, Belgisch radiopresentatrice
- 1997 - Fernando Ferreira Fonseca, Portugees voetballer
- 1997 - Dawid Kownacki, Pools voetballer
- 1997 - Harrie Lavreysen, Nederlands baanwielrenner
- 1997 - Kang Ling, Chinees autocoureur
- 1997 - Fashion Sakala, Zambiaans voetballer
- 1997 - Javi Sánchez, Spaans voetballer
- 1998 - Isaac Buckley-Ricketts, Engels voetballer
- 1999 - Marco Schuitmaker, Nederlands zanger
- 2000 - Mujaid Sadick, Spaans-Nigeriaans-Ghanees voetballer
- 2000 - Gregory Kuisch, Nederlands voetballer
- 2000 - Rebecca Smith, Canadees zwemster
- 2001 - Sem Dirks, Nederlands voetballer
- 2001 - Théo Gécé, Belgisch voetballer
- 2002 - Livia Peng, Zwitsers voetbalster
- 2003 - Fabio Di Michele Sanchez, Duits-Italiaans voetballer
- 2003 - Luca Oyen, Belgisch voetballer
- 2004 - Lena Mahieu, Nederlands voetbalster
- 2005 - Dário Essugo, Portugees voetballer

## Overleden

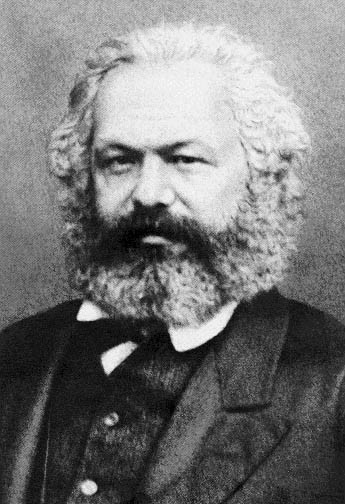
Karl Marx,
overleden in 1883

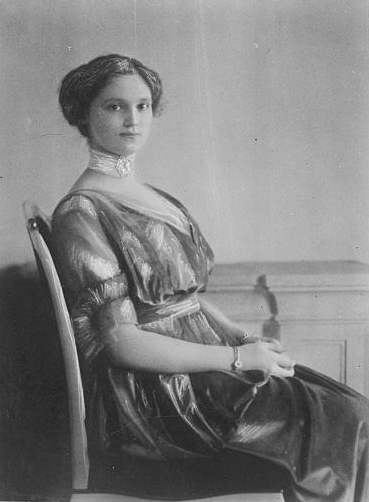
Zita van Bourbon-Parma,
overleden in 1989

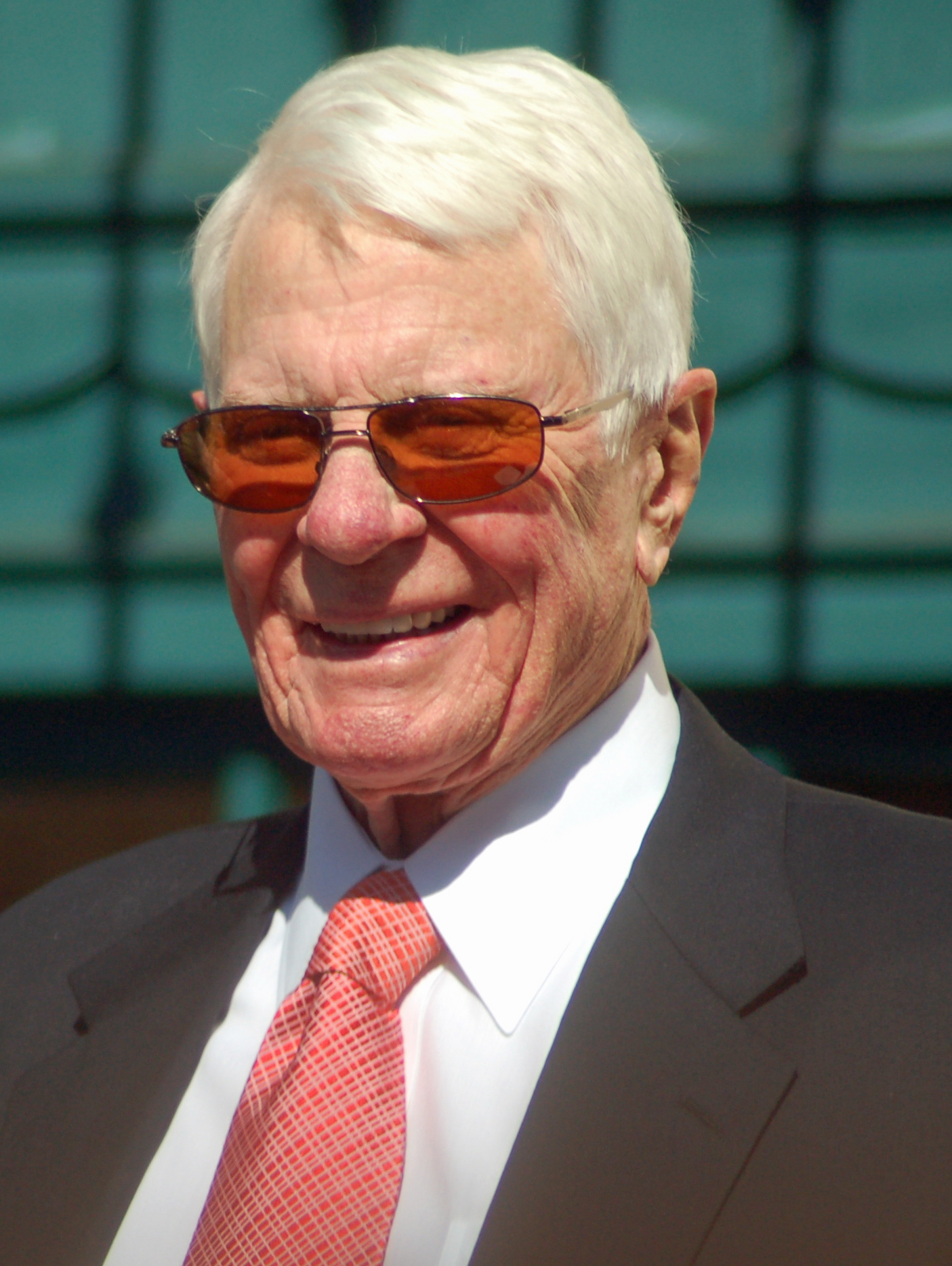
Peter Graves,
overleden in 2010

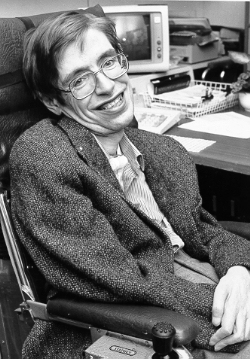
Stephen Hawking,
overleden in 2018

- 840 - Einhard (70), Frankisch geleerde en geschiedschrijver
- 1803 - Friedrich Gottlieb Klopstock (79), Duits dichter
- 1877 - Juan Manuel de Rosas (83), Argentijns politicus en militair leider
- 1883 - Karl Marx (64), Duits filosoof en grondlegger van het marxisme
- 1932 - George Eastman (77), Amerikaans uitvinder
- 1909 - Edward Blaes (62), Belgisch componist en muzikant
- 1940 - Flori Van Acker (81), Belgisch kunstschilder
- 1943 - P.C. Boutens (72), Nederlands dichter en classicus
- 1946 - Werner von Blomberg (67), Duits veldmaarschalk
- 1956 - Henk Stuurop (61), Nederlands pianist en zanger
- 1957 - Eugenio Castellotti (27), Italiaans autocoureur
- 1967 - Ko Suurhoff (61), Nederlands politicus
- 1968 - Josef Harpe (80), Duits generaal
- 1969 - Artur Dubravčić (74), Kroatisch voetballer
- 1977 - Fannie Lou Hamer (59), Amerikaans burgerrechtenactiviste
- 1979 - Heinz Pollay (71), Duits ruiter
- 1980 - Mohammed Hatta (77), Indonesisch staatsman
- 1989 - Zita van Bourbon-Parma (96), keizerin van Oostenrijk
- 1991 - Jef Houthuys (68), Belgisch vakbondsbestuurder
- 1991 - Doc Pomus (65), Amerikaans blueszanger en songwriter
- 1992 - Yasuo Ikenaka (77), Japans atleet
- 1993 - Thore Enochsson (84), Zweeds atleet
- 2000 - Tommy Collins (69), Amerikaans countryzanger
- 2003 - Willy Walden (97), Nederlands theatermaker
- 2004 - Piet Zwanenburg (90), Nederlands schaatscoach
- 2006 - Lennart Meri (76), Estisch schrijver, filmregisseur en oud-president
- 2007 - Lucie Aubrac (94), Frans verzetsstrijdster, lerares en vredesactiviste
- 2007 - Roger Beaufrand (98), Frans wielrenner
- 2007 - Saadoun Hammadi (76), Iraaks diplomaat en politicus
- 2007 - Gareth Hunt (65), Brits acteur
- 2007 - Babs van Wely (82), Nederlands illustratrice
- 2008 - Maurice Pirenne (79), Nederlands componist
- 2009 - Altovise Gore (65), Amerikaans actrice
- 2009 - Robert Hanell (84), Tsjechisch dirigent
- 2010 - Peter Graves (83), Amerikaans acteur en regisseur
- 2010 - Urpo Leppänen (66), Fins politicus
- 2012 - Liesbeth Baarveld-Schlaman (77), Nederlands politica
- 2012 - Marcel Rohrbach (78), Frans wielrenner
- 2013 - François Narmon (79), Belgisch bankier en lid van het IOC
- 2013 - Vic Nees (77), Belgisch componist
- 2013 - Ieng Sary (87), Cambodjaans politicus
- 2014 - Tony Benn (88), Brits politicus
- 2014 - Meir Har-Zion (80), Israëlisch commando
- 2015 - Bodys Isek Kingelez (67), Congolees beeldend kunstenaar
- 2015 - Valentin Raspoetin (77), Russisch schrijver en milieuactivist
- 2016 - Peter Maxwell Davies (81), Engels componist en dirigent
- 2017 - Luigi Mannelli (78), Italiaans waterpolospeler
- 2017 - Marc Janssen (76), Belgisch acteur
- 2018 - Marielle Franco (38), Braziliaans politicus, socioloog, feminist en mensenrechtenactivist
- 2018 - Rubén Galván (65), Argentijns voetballer
- 2018 - Stephen Hawking (76), Brits natuurkundige, kosmoloog en wiskundige
- 2018 - Liam O'Flynn (72), Iers muzikant
- 2019 - Godfried Danneels (85), Belgisch aartsbisschop en kardinaal van de katholieke Kerk
- 2019 - Charlie Whiting (66), Brits autosportofficial
- 2020 - René Follet (88), Belgisch striptekenaar
- 2020 - Genesis P-Orridge (70), Brits muzikant, beeldend kunstenaar en zanger
- 2021 - Henry Darrow (87), Amerikaans acteur
- 2022 - Charles Greene (76), Amerikaans atleet
- 2022 - Scott Hall (63), Amerikaans professioneel worstelaar
- 2022 - Akira Takarada (87), Japans acteur
- 2022 - Stephen Wilhite (74), Amerikaans informaticus
- 2023 - Sergej Ivanovitsj Grigorjants (81), Armeens-Oekraïens mensenrechtenactivist
- 2024 - Jos Ho Sack Wa (70), Surinaams taekwondoka en zangvogelsporter
- 2024 - Ted Immers (82), Nederlands voetbaltrainer
- 2024 - Byron Janis (95), Amerikaans klassiek pianist en componist
- 2024 - Léon Semmeling (84), Belgisch voetballer
- 2024 - Lamara Tsjkonia (93), Georgisch operazangeres
- 2024 - Frans de Waal (75), Nederlands primatoloog
- 2025 - Trins Snijders (89), Nederlands actrice
- 2025 - Dag Solstad (83), Noors schrijver en dramaturg

## Viering/herdenking
- Pi Pie oftwel Pi-taart, een taart die vaak gebakken wordt op 14 maart.Pi-dag (3,14)

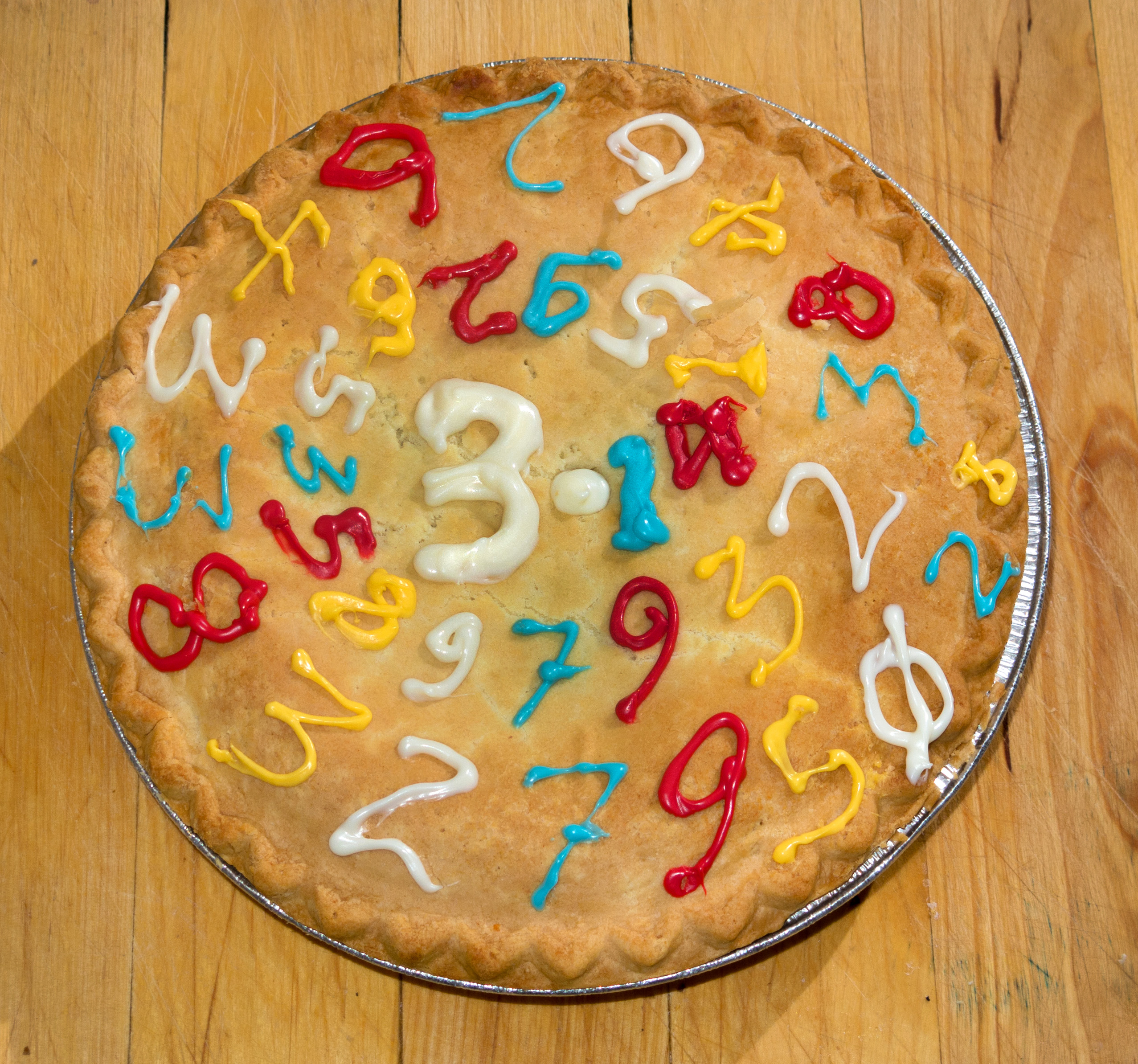
Pi Pie oftwel Pi-taart, een taart die vaak gebakken wordt op 14 maart.

- Andorra onafhankelijkheidsdag 1993
- Rooms-katholieke kalender:
  - Heilige Mathilde (van Ringelheim) († 968)
  - Zalige Paulina van Thuringen († 1107)
  - Zalige Eva van Luik († 1265) (in bisdom Luik)
  - Dienaar Gods Nico Kluiters († 1985)

## Weerextremen

### Nederland
| | Officiële records | Officiële records | Officiële records |      | Landelijke records | Landelijke records | Landelijke records |
| Gebeurtenis | Jaar              | Extreem           | Locatie           | Jaar | Extreem            | Locatie            |                    |
| --- | ----------------- | ----------------- | ----------------- | ---- | ------------------ | ------------------ | ------------------ |
| Laagste etmaalgemiddelde temperatuur (°C) | 1962              | −1,5              | De Bilt           |      | 1987               | −2,8               | Eelde              |
| Hoogste etmaalgemiddelde temperatuur (°C) | 2024              | 13,0              | De Bilt           |      | 2024               | 13,6               | Woensdrecht        |
| Laagste minimumtemperatuur (°C) | 1962              | −9,7              | De Bilt           |      | 1962               | −9,7               | De Bilt            |
| Hoogste minimumtemperatuur (°C) | 1912              | 8,4               | De Bilt           |      | 2024               | 9,8                | Wijk aan Zee       |
| Laagste maximumtemperatuur (°C) | 1909, 1929        | 0,8               | De Bilt           |      | 1936, 1940         | 0,1                | Eelde              |
| Hoogste maximumtemperatuur (°C) | 2024              | 17,8              | De Bilt           |      | 1991               | 19,4               | Arcen              |
| Hoogste uurgemiddelde windsnelheid (m/s) | 1951              | 15,9              | De Bilt           |      | 1914               | 22,6               | Vlissingen         |
| Hoogste windstoot (m/s) | 1951              | 24,2              | De Bilt           |      | 2019               | 29,0               | Houtribdijk        |
| Langste zonneschijnduur (uur) | 2003              | 10,7              | De Bilt           |      | 2003               | 11,0               | Gilze-Rijen        |
| Langste neerslagduur (uur) | 1940              | 13,7              | De Bilt           |      | 1979               | 22,9               | Gilze-Rijen        |
| Hoogste etmaalsom van de neerslag (mm) | 1940              | 26,8              | De Bilt           |      | 1940               | 26,8               | De Bilt            |
| Laagste etmaalgemiddelde relatieve vochtigheid (%) | 1924              | 52                | De Bilt           |      | 1941               | 45                 | Maastricht         |
| Laagste uurwaarde luchtdruk op zeeniveau (hPa) | 1940              | 981,1             | De Bilt           |      | 1920               | 977,5              | Vlissingen         |
| Hoogste uurwaarde luchtdruk op zeeniveau (hPa) | 1948              | 1040,3            | De Bilt           |      | 1948               | 1041,1             | Eelde              |
| Officiële records worden altijd gemeten op het KNMI-weerstation in De Bilt. Landelijke records kunnen worden gemeten op elk officieel KNMI-weerstation in Nederland. |                   |                   |                   |      |                    |                    |                    |

Uitzonderlijke gebeurtenissen
- 1942 - Eerste landelijke zachte dag van het jaar gemeten in Maastricht (maximumtemperatuur ≥ 15 °C op een officieel weerstation)
- 1972 - Eerste officiële zachte dag van het jaar (maximumtemperatuur ≥ 15 °C in De Bilt)
- 1972 - Eerste landelijke zachte dag van het jaar gemeten in De Bilt, Deelen, Eelde, Eindhoven, Gilze-Rijen, Maastricht, Soesterberg, Twenthe, Valkenburg ZH en Volkel (maximumtemperatuur ≥ 15 °C op een officieel weerstation)
- 2023 - Landelijk laagste uurwaarde luchtdruk op zeeniveau in hPa van maart dit jaar gemeten in Hoorn Terschelling: 983,4
- 2024 - Officieel hoogste etmaalgemiddelde temperatuur in °C van maart dit jaar gemeten in De Bilt: 13,0 (voorlopig). Samen met 15 maart
- 2024 - Landelijk hoogste etmaalgemiddelde temperatuur in °C van maart dit jaar gemeten in Woensdrecht: 13,6 (voorlopig)

### België
Dagrecords
- 1887 - Laagste etmaalgemiddelde temperatuur −2,8 °C
- 2024 - Hoogste etmaalgemiddelde temperatuur 13,2 °C[10]
- 1887 - Laagste minimumtemperatuur −6,3 °C
- 2024 - Hoogste maximumtemperatuur 18,6 °C[10]
- 1940 - Hoogste etmaalsom van de neerslag 17,5 mm

Uitzonderlijke gebeurtenissen
- 1942 - Op de Baraque Michel (Jalhay) ononderbroken vorstperiode van 26 december 1941 tot 14 maart 1942.

<< · 1 · 2 · 3 · 4 · 5 · 6 · 7 · 8 · 9 · 10 · 11 · 12 · 13 · 14 · 15 · 16 · 17 · 18 · 19 · 20 · 21 · 22 · 23 · 24 · 25 · 26 · 27 · 28 · 29 · 30 · 31 · >>